# 蛟竜

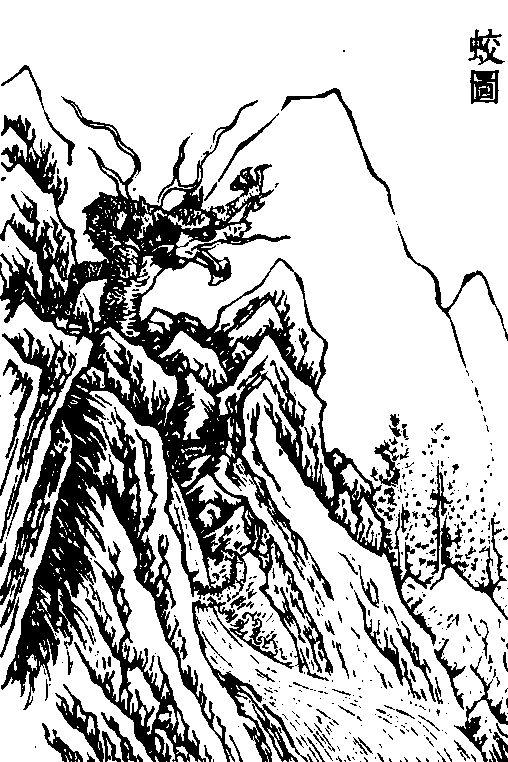
蛟図（中国の蛟）

蛟龍（こうりゅう、こうりょう、蛟竜）、すなわち蛟（コウ; jiāo）は、中国の竜の一種、あるいは、姿が変態する竜種の幼生（成長の過程の幼齢期・未成期）だとされる。『本草綱目』などでは鱗を有する竜類とされる。

## 語釈

### 語源
いくつもの語源が提案されているが、そのほとんどは形声文字「蛟」の音符である「交」の意味（「交差する」「混じる」「交尾する」等）をベースとする根拠のない推測である。例えば、その眉が交生するので「蛟」の名がつけられたという任昉（508年没）『述異記』の説明があり、『本草綱目』でも引用されている。これは眉と眉が交差するようにもとれようが、これは眉毛が一本につながって生えることが「交生」だとの説明もある。

### 異名・同義語
辞典『埤雅』（11世紀）によれば、俗称は「馬絆」（拼音: maban）であるという。
また漢語の「蛟龍」は梵語の「宮毗羅」にあたるとされる（同『述異記』引用）。異体で「宮毘羅」とも表記、もっとも仏典では固有名でみられ、宮毘羅といえば十二神将のひとりである。サンスクリット語の表記は kumbhīra（कुम्भीर）で、「鼻の長い鰐類」（あるいはその神格化）を意味する。

### 用例
ことばの用法としては、「蛟龍」という表現が用いられた場合、一種類をさすのか、蛟と龍という別の二種類を並称したものか、必ずしも判然としないと指摘される。その一例が、『楚辞』「離騒」にある蛟竜を手招いて橋を成せ、というくだりである。王逸の注に拠るならば、この箇所では小なるものを蛟、大なるものを龍と（つまり二種類）ということである。一方、一種の蛟龍とするデ・ヴィッセルの英訳の例もみられる。
蛟（）の訓読みは「みずち」だが、中国の別種の龍である虬（）（旧字：虯龍）や螭龍（）もまた「みずち」と訓ぜられるので、混同も生じる。

## 概要
「蛟」は「龍属」つまり龍の仲間とされる（『説文解字』、2世紀初頭）。

### 出生・成長
蛟は卵生とされる。水域で生まれるか陸で孵化するかについては、『荀子』勧学篇に「積水の淵を成さば蛟龍生ず」とみえる一方、『淮南子』暴族訓では「蛟龍は淵に伏寝するも、その卵は陵（）において割（）ける」とされる。
蛟竜はいずれ飛べる種のドラゴンに変態をとげるというような記述が『述異記』にあり、「水にすむ虺（き）は五百年で蛟となり、蛟は千年で龍となり、龍は五百年で角龍、千年で應龍となる」と記されている。水棲の虺（き）というのは、水のマムシ属、あるいはウミヘビの一種かと推察される。

### 水の主
龍と同じく、蛟竜の本来の棲み処は水であることは文献に散見できる：
「蛟龍は水居」し（『淮南子』原道訓））、「蛟龍は水を得てこそ」神の力を顕現させ（『管子』形勢篇）、すなわち「蛟龍は水蟲の神」であると説かれる（『管子』形勢解）。
池の魚数が3600匹に増えると、蛟がボスとなり、子分の魚たちを連れて飛び去ってしまう（『説文解字』の定義）。防衛策として、「笱」すなわち魚取りの簗を水中に仕掛けておけば蛟竜はあきらめてゆく、とされる（『説文解字』原文）。異文があり、三百六十魚の長となる蛟を防ぐには、鱉（）（鼈の異字、別名「神守」）を放てばよい、とする（『養魚経』）。鼈（）すなわちスッポン を得ることで蛟の弊害を免れる旨は『本草綱目』にも述べられる。
『魏志倭人伝』では、会稽に封じられた夏后の小康の子は断髪・文身（いれずみ）し、もって蛟竜（）をさけると記し、このことと、倭人もまた「文身しまたもって大魚、水禽をはらう」することを引合いに出している。大林太良などの民俗学者は、中国と倭における水難の魔除けのいれずみには関連性があると見、さらに佐々木高明や日高旺は倭人の入れ墨もまた同じく竜形ではなかったか、と推察しているが、中国では、すでに聞一多 が「端午考」において、古伝に語られる呉越人の断髪文身も、龍文のいれずみをしていたものと推察していた。

### 外見
李時珍が編した『本草綱目』(鱗部、竜類）は、『述異記』を引用し、蛟は竜に属し、鱗を有すものであるとしている。さらには別の文献を引いて以下のように伝える：

裴淵『広州記』いわく：蛟は長さ一丈余（3メートル強）あり、蛇体に四肢を有し、その足は広くて盾状である。頭は小さく細頚（）で、頚には白い嬰がある。胸元は赭（）く（赤土色、赤褐色）、背には青い斑紋があり、脇の辺は錦のごとし（錦糸の刺繍のよう）。尾は肉環がついており（いわば幌・蛇腹状になっている）。大きな個体だと太さ数囲（かかえ）にもなり、その卵もまた大きい。

『山海経』の郭璞注にも似たような記述があって、頸にあるものは「白癭」（「白嬰」とは異表記）としており、これは“白いこぶ”と訳される。また同注では、「卵の大きさは一石や二石を入れるべき甕のごとく」とあるが、異本によれば「卵生で、子が一、二斛（）の瓮ごとし。能く人を呑む」と記載される。『埤雅』にもまた似た記述がある。
また、『説文解字』の原本にはないが、清代の段玉裁注本では蛟は「無角」であると補足する。これと相反して朱駿声『説文通訓定声』では、龍は雄のみが有角で、龍子のうち一角のものが蛟、両角のものが虯（きゅう）、無角のものが螭（ち）であると注釈している。
更に『本草綱目』は、蛟の属種に「蜃」を数えている。

### 龍船節
龍船節（端午節）に供される米に関する説話は蛟龍が関係しており、これがちまきの起源という説がある。
説話によると入水して死んだ屈原を祀るため、楚では米を竹筒に詰めて川に投げ入れていたが、あるとき長沙の区曲（異文では区回など）という人物のもとに屈原あらわれ、そのままでは米は蛟龍に盗まれてしまう、よって竹筒の上は楝（）（栴檀）の葉でふさぎ、色糸（五花絲 - 五色の糸）をつけてほしいと頼んだという。その二物は蛟龍が忌み嫌うものだということである（呉均撰『續齊諧記』および異本）。
この故事が「ちまき」の起源を語っている、というのがひとつの説である。

### 蛟竜得水
蛟竜に関連した「蛟竜得水」（こうりゅうえすい）という諺があり、『管子』「形勢」には「人主待得民、而后成其威、故曰、蛟竜得水、而神可立也、虎豹得幽、而威可載也。」と記述されており、「人の世の君主は民を得て初めて権威を持つ事が出来、蛟は水を得て初めて神となって立つ事が出来る。虎や豹は深い谷や森にあって初めて威厳を持って推戴される」という意味であり、不遇だった才能のある人物が機会を得て飛躍する事や苦境を脱する事の喩えに用いられる。横山光輝『三国志』では隠遁生活を送っていた諸葛亮孔明が世に出て活躍した事を「臥龍」（伏龍）という言葉に代えて引用している。